# Nelson (Georgia)
Nelson es una ciudad ubicada en el condado de Pickens en el estado estadounidense de Georgia. En el año 2000 tenía una población de 626 habitantes.

## Geografía
Nelson se encuentra ubicada en las coordenadas 34°22′54″N 84°22′17″O / 34.38167, -84.37139 (34.381562, -84.371303). 
Según la Oficina del Censo, la localidad tiene un área total de 2,3 km² (0,9 mi²), de la cual 2,3 km² (0,9 mi²) es tierra y 0 km² (0 mi²) (0.00%) es agua.

## Demografía
Según la Oficina del Censo en 2000 los ingresos medios por hogar en la localidad eran de $44,250, y los ingresos medios por familia eran $51,806. Los hombres tenían unos ingresos medios de $35,066 frente a los $30,450 para las mujeres. La renta per cápita para la localidad era de $20,604. 